# Naseer al-Chaderchi
Naseer Kamel al-Chaderchi is een lid van de Voorlopige Iraakse Regeringsraad, gecreëerd na de invasie van de Verenigde Staten in 2003. al-Chaderchi is een Soennitische Moslim en de leider van de Nationale Democratische Partij (Irak). Hij woont in Bagdad en is een advocaat, zakenman en eigenaar van een boerderij. Zijn vader, Kamel al-Chaderchi, was een leider van de Iraakse democratische beweging voor Saddam Hoessein aan de macht kwam.